# Шымбергенов, Асланбек Абдыкаримович
Асланбек Абдыкаримович Шымбергенов (род. 9 октября 1993, Жамбыл) — казахстанский боксёр-любитель, выступающий в полусредней и в первой средней весовых категориях. Мастер спорта международного класса Республики Казахстан, чемпион мира (2023), двукратный призёр Азиатских игр (2018, 2022), чемпион Азии (2022), чемпион Всемирных военных игр (2019), двукратный чемпион (2014, 2017) и двукратный вице-чемпион (2013, 2018) Казахстана, многократный победитель и призёр международных и национальных турниров в любителях. Двукратный чемпион полупрофессиональной «Всемирной серии бокса» (2015, 2017).

## Биография
«Отец Абдукарим Шымбергенов был военным, теперь он офицер в отставке. Мама Анар работает в детском саду. Я учился в пятом классе, когда брат Адильбек привел меня в секцию бокса в Байзакскую детско-юношескую спортивную школу имени Жаксылыка Ушкемпирова. Первым тренером у меня был Болат Жарымбеков. Тогда, конечно, сложно было представить, что в последующем мне предстоит выступать на большом ринге. В 11-м классе я перебрался на учёбу в спортшколу в Таразе. С того времени тренируюсь у известного тренера Ермека Ертаева».
Шымбергенов в 2017 году окончил факультет физкультуры и спорта Таразского инновационно-гуманитарного университета (ТИГУ).

## Любительская карьера
В 2013 году в 19-летнем возрасте выиграл чемпионат области, а затем в Атырау — серебро чемпионата страны в весе 64 кг. В клубе бокса «Жамбыл» тогда старшим тренером региона работал кубинский специалист с американским паспортом Мануэль Кастильо Элизондо, чьи советы многому научили Асланбека.
В декабре 2014 года Шымбергенов на первенстве Казахстана в Таразе впервые стал дома чемпионом страны в весе 69 кг, обыграв земляка, прошлогоднего чемпиона в этом весе Сагадата Рахманкулова и был признан лучшим боксёром национального чемпионата. Затем выступал за боксёрский клуб «Astana Arlans».

### 2017—2019 годы
В ноябре 2017 года в Шымкенте Шымбергенов во второй раз стал чемпионом Казахстана в весе 69 кг, победив в финале вице-чемпиона 2016 Канагата Маралова, казахстанская федерация бокса (КФБ) назвала его лучшим боксёром чемпионата, а приз ему вручил олимпийский чемпион Афин 2004 в этом весе Бахтияр Артаев.
В феврале 2018 года Асланбек выиграл 62-й международный турнир памяти Иштвана Бочкаи в Дебрецене (Венгрия), побив в финале венгерского чемпиона Андраша Вадаша, а в марте победил на Мемориале Феликса Штамма в Варшаве (Польша), обыграв в финале чемпиона России 2016 Сергея Собылинского.
В июне таразец одолел в финале Кубка Президента РК вице-чемпиона Азии 2017 Аблайхана Жусупова — своего главного конкурента за место в сборной Казахстана в весе 69 кг для участия в Азиатских играх 2018 в Индонезии.
И в сентябре стал серебряным призёром Азиатских игр, где он в полуфинале по очкам (5:0) победил опытного иорданца Зейяда Ишаиша, но в финале уступил по очкам (1:3) опытному узбекскому боксёру Бобо Усмону Батурову.
А в ноябре в Актау проиграл с нокдауном в финале чемпионата Казахстана тому же Аблайхану Жусупову.
В апреле 2019 года на чемпионате Азии в Бангкоке (Таиланд) проиграл уже в четвертьфинале тому же узбеку Бобо-Усмону Батурову, — который в итоге стал чемпионом Азии 2019 года.
В октябре 2019 года стал победителем в категории до 69 кг на Всемирных военных играх в Ухане (Китай), в финале победив узбека Билолбека Мирзарахимова.

### 2021—2023 годы
В конце октября 2021 года в Белграде (Сербия) участвовал на чемпионате мира, в категории до 71 кг, где он в 1/32 финала соревнований по очкам (5:0) победил иранского боксёра Фархада Моради Аташгаха, затем в 1/16 финала соревнований по очкам (5:0) победил опытного узбекского боксёра Шахрама Гиясова, в 1/8 финала досрочно техническим нокаутом в 3-м раунде победил немца Магомеда Шахидова, но в четвертьфинала по очкам (2:3) проиграл украинцу Юрию Захариеву, — который в итоге стал чемпионом мира 2021 года.
В ноябре 2022 года стал чемпионом Азии в Аммане (Иордания) в категории до 71 кг. Где он в финале раздельным решением судей опять победил опытного иорданца Зейяда Ишаиша.
В мае 2023 года, в Ташкенте (Узбекистан) стал чемпионом мира, в весе до 71 кг. Где он в 1/16 финала соревнований по очкам единогласным решением судей (5:0) победил боксёра из Тринидада и Тобаго Аарона Принса, затем в 1/8 финала по очкам единогласным решением судей (5:0) победил израильского боксёра Мирослава Капулера, в четвертьфинале по очкам единогласным решением судей (5:0) победил француза Макана Траоре, в полуфинале по очкам раздельным решением судей (5:2) победил индийского боксёра Нишанта Дева, и в финале по очкам единогласным решением судей (5:0) победил опытного узбекского боксёра Саиджамшида Джафарова.

### Азиатские игры 2023 года
В октябре 2023 года стал бронзовым призёром Азиатских игр в Ханчжоу (Китай), в весе до 71 кг. Где он в четвертьфинале досрочно техническим нокаутом в 3-м раунде победил узбекского боксёра Асадхужа Муйдинхужаева, но в полуфинале спорно по очкам раздельным решением судей (2:3) проиграл опытному японскому боксёру Сэвону Окадзава.

## «Astana Arlans»
В ноябре 2014 года генеральным директором казахстанского боксёрского клуба «Astana Arlans» (Волки Астаны) назначают олимпийского чемпиона Серика Сапиева. В декабре 2014 года он приглашает двукратного чемпиона РК Шымбергенова в ряды этой боксёрской команды. И в первом же бою 8 февраля 2015 года в Караганде новобранец побеждает чернокожего Брайана Цебалло из команды USA Knockouts (Нокаутёры США). С новым составом клуб в финале 5-го сезона побеждает кубинскую команду «Cuba Domadores» (Кубинские укротители) 6-4 в Астане и завоевывает во второй раз титул чемпиона мира Всемирной серии бокса (WSB). Асланбек безоговорочно (3-0) победил чемпиона мира-2009 и чемпиона Олимпийских игр в Лондоне-2012 Роньеля Иглесиаса Сотолонго.
В мае 2016 года в Лондоне (Великобритания) «Astana Arlans» неожиданно проиграл в полуфинале местной команде «British Lionhearts» (Британские Львиные сердца) 3-7 и пропустил этот европейский клуб в финал, где их обыграл Cuba Domadores" с американского континента. Но Шымбергенов в том полуфинале уверенно победил Джоша Келли и в конце года удостоился титула Азиатской конфедерации бокса «Лучший WSB боксер Азии 2016 года».
В июле 2017 года команда «Astana Arlans» в финальном матче Всемирной серии бокса (WSB), прошедшего в Астане, проигрывая со счётом 2-5, вырвала победу у кубинской команды «Cuba Domadores» 6-5. И счёт сравнял, дав надежду на победу, Асланбек, который снова уверенно выиграл бой у олимпийского чемпиона Лондона 2012 Роньеля Иглесиаса единогласным решением судей. Шымбергенов снова был признан Азиатской конфедерацией бокса «Лучшим боксером Азии в турнире WSB», а «Astana Arlans» стали чемпионами в третий раз. После этого триумфа главный тренер сборной Казахстана Мырзагали Айтжанов наконец пригласил таразца в сборную страны.
В феврале 2018 года в Талдыкоргане трёхкратный чемпион Всемирной серии бокса (WSB) казахстанский клуб «Astana Arlans» одержал принципиальную победу над командой «Uzbek Tigers» (Узбекские тигры) со счетом 4-1. Шымбергенов принёс своей команде третье решающее очко, а с ним и досрочную победу в матче. Он сумел переломить бой в 4-м и 5-м раундах и выиграть у очень важного соперника — чемпиона мира-2017 и Азии-2017 Шахрама Гиясова — серебряного призёра Олимпиады-2016 и Лучшего боксёра Азии-2017, который после этого боя ушёл в профессионалы. Но 28 сентября в Китае в финале WSB с «Cuba Domadores» Шымбергенов вчистую проиграл тому же Роньелю Иглесиасу единогласным решением судей 0-3, а команда уступила кубинцам 3-7.